# Muconda
Muconda (fins 1975 Nova Chaves) és un municipi de la província de Lunda-Sud. Té una població de 35.252 habitants. Comprèn les comunes de Muconda, Muriege, Chiluange i Cassai-Sul. Limita al nord amb el municipi de Saurimo, a l'est amb la República Democràtica del Congo, al sud amb els municipis de Luau i Luacano, i a l'oest amb el municipi de Dala.